# Greg Chambers
Greg Chambers (* 14. November 1982 in Toronto, Ontario, Kanada) ist ein ehemaliger kanadisch-britischer Eishockeyspieler, der 2010 mit Coventry Blaze britischer Meister wurde.

## Karriere
Greg Chambers begann seine Karriere als Eishockeyspieler bei den Peterborough Petes in seiner kanadischen Heimat, für die er von 2000 bis 2003 in der Ontario Hockey League spielte. Nach einem Jahr bei den Pensacola Ice Pilots wechselte er nach Europa, wo er die Saison 2004/05 beim HC Varese in der italienischen Serie A1 verbrachte. Anschließend zog es ihn nach England, wo er zunächst vier Jahre für Basingstoke Bison und danach zwei Jahre bei Coventry Blaze, mit dem er 2010 Britischer Meister wurde, in der Elite Ice Hockey League auf dem Eis stand. 2011 wechselte er in die zweitklassige English Premier Ice Hockey League, wo er nacheinander für die Guildford Flames, mit denen er 2012 sowohl die Liga als auch den Ligapokal gewann, seinen Ex-Club aus Basingstoke, der inzwischen die EIHL verlassen hatte, und die Sheffield Steeldogs spielte. 2014 ging es noch eine Stufe tiefer in die National Ice Hockey League, in der er seither spielt. Zunächst war er ein Jahr bei den Invicta Dynamos, deren Co-Trainer er auch war, aktiv. 2015/16 spielte er für die Bracknell Hornets und beendete anschließend seine Karriere.

### International
Der gebürtige Kanadier Chambers nahm nach seiner Einbürgerung für Großbritannien an den Weltmeisterschaften 2008, als er als Topscorer (gemeinsam mit den Österreichern Dieter Kalt und Oliver Setzinger) auch in das All-Star-Team des Turniers gewählt wurde, 2009, als er die meisten Torvorlagen gab und gemeinsam mit dem Niederländer Jamie Schaafsma drittbester Scorer hinter den Italienern Roland Ramoser und Trevor Johnson war, und 2010 jeweils in der Division I teil. Zudem stand er für die Briten beim Qualifikationsturnier für die Olympischen Winterspiele 2010 in Vancouver auf dem Eis.

## Erfolge und Auszeichnungen
- 2004 Teilnahme am ECHL All-Star Game
- 2010 Britischer Meister mit Coventry Blaze
- 2012 Gewinn der English Premier Ice Hockey League und des EPIHL-Cups mit den Guildford Flames

### International
- 2008 Topscorer und Mitglied des All-Star-Teams bei der Weltmeisterschaft der Division I, Gruppe A
- 2009 Meiste Torvorlagen bei der Weltmeisterschaft der Division I, Gruppe B

## Statistik
(Stand: Ende der Saison 2010/11)